# Luca Morino
Luca Morino (Torino, 13 dicembre 1962) è un cantante, compositore e produttore discografico italiano.
È membro fondatore e leader del gruppo dei Mau Mau.

## Biografia
Dopo anni di prove nella cantina della nonna, con un gruppo che originariamente si chiama A Flicker Inside (la formazione iniziale include Davide Dellaquila, Giancarlo Biolatti e Silvio Ferrero), nascono i Loschi Dezi nella metà degli Anni '80. La band, dopo vari cambi di formazione, registrerà due album prima di sciogliersi definitivamente.
Nel frattempo Luca si laurea in Scienze della Terra pochi mesi prima dell'usicta dell'album Càbala.
Il 21 luglio 1992 Luca Morino partecipa con i Loschi Dezi al festival Mataria 'd Langa. Con lui sul palco ci sono Fabio Barovero  e Paolo Parpaglione. È uno degli ultimi atti di una band storica del mondo indie piemontese degli anni Ottanta. Già l'anno prima infatti Luca e Fabio  hanno coinvolto Tatè Nsongan per fondare i Mau Mau, la band per cui Luca è conosciuto.

Il connubio tra culture differenti, le musiche e i ritmi pervade fin dall'inizio il concetto di fare musica di questo artista torinese che lavora molto sulla costruzione dei testi, in genere più poetici che didascalici.

### Il progettoLucaMOR
Tra il 2003 e il 2004, con il nome LucaMOR, ha seguito un progetto solista che ha portato all'uscita di un libro (Mistic Turistic, cibo, viaggi e miraggi), di un album (Moleskine ballads) e di uno spettacolo molto articolato assieme a Vito Miccolis alle percussioni e a Matteo Curallo alle tastiere. I visual invece, realizzati live disegnando la sabbia (per la prima volta in Italia) da Licio Esposito, sono successivamente confluiti in un video di animazione in stop motion, Babilonia.

### Il progetto Morino Migrante
Nel 2010 gira l'Italia con un progetto acustico solista, che gli permette di affinare la consapevolezza musicale nella dimensione solista.. Il percorso porta alla pubblicazione di Vox Creola, il suo secondo album, nel 2013 con il nome di Morino Migrante, successivamente cambiato in Luca Morino. Per l'occasione esce il video di Rumble in the jungle, cover del brano In Zaire di Johnny Wkelin, remixata da Madaski.

### Il progetto DeWest
Nel 2020, in pieno periodo Covid, quando l’unica formula che il teatro poteva proporre era quella dello streaming, Luca Morino pensa a DeWest, un progetto lontano, nello spaziotempo, dalla realtà stessa, per usare le sue stesse parole. 
Così, sabato 14 novembre 2020, va in scena al Café Müller, e in streaming per gli spettatori,  "DeWest - Deserti immaginari per lupi solitari", una prima tappa, uno studio tra Langhe e Arizona, sul tema della solitarietà (la condizione di essere solitari piuttosto che subire la solitudine) e sulla trasfigurazione dell’immaginario generato dai cosiddetti spaghetti western, cinema che ha visto il suo apice nel lavoro di Sergio Leone ed Ennio Morricone nel periodo a cavallo tra gli anni ’60 e ’70. “DeWest” è stato un concerto-studio di circa 25 minuti con la voce del protagonista  immersa in un paesaggio sonoro di suoni elettronici e registrazioni sul campo. La musica eseguita  in solitaria con l'utilizzo di chitarre acustica ed elettrica, organo Farfisa.
Il progetto, quattro anni dopo, diventa il nuovo album solista dell'artista, che per l'occasione si firma solo Morino. I dieci brani sanciscono un viaggio musicale nel Lontano Ovest, un territorio onirico e destrutturato, idealmente situato nella zona del Basso Piemonte che corrisponde, disorientante geografia, all’Alta Langa. L'album è uscito sia in cd che in vinile e vede la partecipazione di Paolo Angelo Parpaglione, Gianluca Cato Senatore, Cristian Junior Longhitano, Fabrizio Viscardi, Bienvenu Tantè Nsongan, Marco Ciuski Barberis, Luca Biasetti e tanti altri e altre ancora.
La copertina, così come il video del brano Selvatico, è di Licio Esposito e la foto interna di Zeno Morino.

## Altre attività
Su Torino Sette, l'inserto del venerdì de La Stampa, cura una rubrica si intitola Un uomo all'angolo, in precedenza era Fuga in Autoradio e ancora prima Mistic Turistic, che fu la base dell'omonimo progetto firmato LucaMOR.
È animatore di progetti culturali e musicali, in particolare a Torino e in Piemonte.
Nel 2004 ha recitato una piccola parte nel film A/R Andata + Ritorno di Marco Ponti. Nel 2016 ha recitato nel ruolo di se stesso al film documentario Gipo, lo zingaro di Barriera di Alessandro Castelletto, sulla vita di Gipo Farassino e sul mondo del quartiere torinese della Barriera di Milano. Il film è stato presentato al trentaquattresimo Torino Film Festival.

## Discografia

### Album con i Loschi Dezi
- 1991 - Càbala
- 1993 - Paura & Maraviglia

### Album con i Mau Mau
- 1991 - Soma la macia (EP)
- 1991 - Sauta rabel
- 1994 - Bàss Paradis
- 1996 - Viva Mamanera
- 1998 - Eldorado
- 2000 - Safari Beach
- 2006 - Dea
- 2016 - 8000 Km

### Album solista
- 2004 - Mistic Turistic/Moleskine Ballads
- 2013 - Vox Creola
- 2024 - Dewest

### Partecipazioni
- 1993 - Babilonia e poesia degli Africa Unite nel brano Festa italiana
- 2009 - Male Bene degli Almamediterranea nel brano Male Bene
- 2009 - Canzoni della penombra degli Ex nel brano Un nodo alla gola
- 2013 - Veramente degli ATPC nel brano Sangue
- 2014 - Funk & Dub di Dj Fede nel brano Amarsi un po'
- 2018 - La Storia è adesso di Cesare malfatti nel brano Bellaria
- 2023 - Altomare dei Modena City Ramblers nel brano Altomare

## Scritti
- Mistic turistic. Cibo, viaggi e miraggi, Mondadori, 2003, ISBN 88-04-52115-5.